# ISO 3166-2:AL
ISO 3166-2:AL – kody ISO 3166-2 dla Albanii. 
Kody ISO 3166-2 to część standardu ISO 3166 publikowanego przez Międzynarodowa Organizację Normalizacyjną. Kody te są przypisywane głównym jednostkom podziału administracyjnego, takim jak np. województwa czy stany, każdego kraju posiadające kod w standardzie ISO 3166-1.
Aktualnie (2017) dla Albanii zdefiniowano kody dla 12 obwodów (alb. qark).
Pierwsza część oznaczenia to kod Albanii zgodnie z ISO 3166-1, natomiast druga część oznaczenia znajdująca się po myślniku to dwucyfrowy kod jednostki administracyjnej.

## Kody ISO
| Kod ISO | Nazwa jednostki administracyjnej | Nazwa jednostki administracyjnej w języku albańskim | Rodzaj jednostki administracyjnej |
| ------- | -------------------------------- | --------------------------------------------------- | --------------------------------- |
| AL-01   | Berat                            | Berat                                               | obwód                             |
| AL-02   | Durrës                           | Durrës                                              | obwód                             |
| AL-03   | Elbasan                          | Elbasan                                             | obwód                             |
| AL-04   | Fier                             | Fier                                                | obwód                             |
| AL-05   | Gjirokastër                      | Gjirokastër                                         | obwód                             |
| AL-06   | Korcza                           | Korçë                                               | obwód                             |
| AL-07   | Kukës                            | Kukës                                               | obwód                             |
| AL-08   | Lezha                            | Lezhë                                               | obwód                             |
| AL-09   | Dibra                            | Dibër                                               | obwód                             |
| AL-10   | Szkodra                          | Shkodër                                             | obwód                             |
| AL-11   | Tirana                           | Tirana                                              | obwód                             |
| AL-12   | Wlora                            | Vlorë                                               | obwód                             |